# João Nogueira de Freitas
 João Nogueira de Freitas  (Angra do Heroísmo, Açores, 5 de dezembro de 1866 — Mercês, Lisboa, 21 de fevereiro de 1904) foi um agrónomo português, tio de Fernando Pessoa.

## Biografia
Filho de Joaquim José de Sousa Freitas e de Júlia Augusta Nogueira, irmã de Luís António Nogueira, terminou o curso de agronomia em 1889, exercendo a sua profissão na cidade de Beja, em Angra do Heroísmo e também em Lisboa. Foi agente consular de França, da Companhia Insulana de Navegação e da companhia de seguros Fidelidade.
Casou, a 26 de setembro de 1888, na Basílica dos Mártires, em Lisboa, com a sua prima-direita Ana Luísa Pinheiro Nogueira (Angra do Heroísmo, Açores, 19 de março de 1860 — Camões, Lisboa, 25 de março de 1940), tia de Fernando Pessoa, conhecida como Tia Anica, com quem teve dois filhos:
- Mário Nogueira de Freitas (São Paulo, Lisboa, 24 de fevereiro de 1891 — Santa Maria de Belém, Lisboa, 23 de março de 1932)[3], tenente do Exército, casado com Helena Eduarda Soares da Costa, com geração;
- Maria Madalena Nogueira de Freitas (Encarnação, Lisboa, 2 de abril de 1893 — Coração de Jesus, Lisboa, 1 de outubro de 1977), casada com Raul Alberto Soares da Costa, com geração.

João Nogueira de Freitas faleceu em Lisboa, na rua da Procissão, número 139, freguesia das Mercês, aos 37 anos de idade, sendo sepultado no Cemitério dos Prazeres.